# Министерство внутренних дел Сербии
Министерство внутренних дел Сербии (серб. Министарство унутрашњих послова Републике Србије / Ministarstvo unutrašnjih poslova Republike Srbije) отвечает за местные и национальные правоохранительные услуги в Сербии. Министерство имеет многочисленные городские и районные филиалы по всей стране. К его основным обязанностям относятся: предупреждение преступности, уголовное задержание, расследования, таможенный и пограничный контроль, борьба с терроризмом, борьба с коррупцией, борьба с наркотиками и стихийными бедствиями. Министерство также отвечает за выдачу паспортов и карточек идентификации личности для граждан.
Действующий министр — Ивица Дачич.

## Организационная структура
- Министр внутренних дел
  - Кабинет министра
    - Бюро по стратегическому планированию
    - Бюро по вопросам международного сотрудничества и европейской интеграции
    - Бюро по жалобам и предложениям
    - Бюро по сотрудничеству со средствами массовой информации
    - Служба внутреннего контроля
- Государственный секретарь
  - Секретариат:
    - Департамент по нормативно-правовым и общим правовым вопросам
    - Департамент по нормативно-правовым вопросам
    - Департамент по общим правовым вопросам
- Управления полиции
  - Полицейское управление
  - Департамент по вопросам безопасности
  - Группа по защите
  - Управление дорожной полиции
  - Пограничные отделения полиции
  - Департамент по административным делам
  - Операционный центр
  - Департамент аналитики
  - Департамент информационных технологий
  - Департамент связи и криптографии
  - Координационный отдел по делам Косово и Метохии
  - Региональные отделения полиции
- Отделение финансов и человеческих ресурсов
  - Департамент человеческих ресурсов
  - Департамент питания и проживания
  - Департамент профессионального образования, обучения, развития и науки
  - Сектор по поиску и спасению